# Sphingonotus haitensis
Sphingonotus haitensis är en insektsart som först beskrevs av Henri Saussure 1861.  Sphingonotus haitensis ingår i släktet Sphingonotus och familjen gräshoppor.

## Underarter
Arten delas in i följande underarter:
- S. h. haitensis
- S. h. cubensis